# إسبلكنون نمساوي
سبلكنون نمساوي (الاسم العلمي:Splachnum austriacum) هو نوع من النباتات يتبع جنس السبلكنون من الفصيلة السبلكنونية.